# Così è (se vi pare)
Così è (se vi pare) ("Assim é, se lhe parece" em português) é o título de uma peça de teatro do escritor italiano Luigi Pirandello, escrita em 1917 e definida por ele mesmo como uma "farsa filosófica". Como ocorre na maior parte do seu teatro, o autor desenvolve a obra a partir de um relato. Neste caso, a comédia foi extraída do conto La Signora Frola e il Signor Ponza, suo genero ("A senhora Frola e o senhor Ponza, seu genro"). A obra trata o tema da verdade, o contraste entre realidade e aparência, entre verdadeiro e falso. Pirandello põe em cheque a ideia de uma realidade objetiva que possa ser interpretada de modo unívoco através dos instrumentos da racionalidade.
O contexto histórico da obra e sua ambientação estão magistralmente delineados pelo autor. Os fatos transcorrem numa pequena capital de província, o que permite ao autor refletir suas ideias sobre a sociedade pequeno-burguesa, a qual vê como uma jaula, que impõe uma vida miserável e frustrante.
Quanto aos personagens, Pirandello os coloca numa situação paradoxal para demonstrar o contraditório da existência. Para o autor, o homem, apesar de seus esforços, não consegue penetrar até o fim do labirinto das aparências, nem conhecer o que está encerrado nas formas das quais é responsável e por sua vez, prisioneiro.